# 立喰師
立喰師（たちぐいし）とは、押井守が関わるアニメ、映画などの作品に登場する架空の職業。また、それを生業とする人物の事。

## 概要
押井の「もし仕事を辞めたらこんなことをしてみたい」という妄想から生まれた架空の職業。飲食店で話術や奇行など様々な手段を用いて店員を圧倒し、その隙に飲食代金を支払わずに店を出る者のこと。またライバル店を潰すために兵隊として雇われることもある。その手法は暴力や恫喝を用いず、一種の芸の域に達しており、その点が単なる食い逃げ・無銭飲食とは異なる。
押井本人によれば、タイムボカンシリーズで「立ち喰いのプロ」を登場させたのが始まりだという。以後、押井が関わる作品ではしばしばスター・システム的に立喰師が登場し、ライフワークと公言するようになる。
その集大成となるのが『立喰師列伝』である。

## 押井守が関わる作品で立喰師が登場するもの
五十音順に
紅い眼鏡/The Red Spectacles
1987年2月7日公開の押井守初の実写監督作品。都々目紅一（千葉繁）は、非合法の立喰い蕎麦屋（作品世界では立喰い店は非合法化されている設定）に立ち寄り、月見の銀二（天本英世）と接触する。その時の会話で、後に『立喰師列伝』に登場する牛丼の牛五郎、回転焼の甘太郎、中辛のサブ、ハンバーガーの哲、クレープのマミも名前だけ登場する。立喰い蕎麦屋の店主は『立喰師列伝』と同じく品田冬樹が演じている。本作のラジオドラマ「紅い眼鏡を待ちつつ」においては公安(CV.大塚明夫)が、帰国する都々目紅一に対する張り込みを行いながら、後輩達に立喰師に関する講釈を垂れるシーンがある。最後には件の公安は危険思想の持主として後輩から上層部への報告が行われる。
うる星やつら
1984年2月8日放送の第99回・122話「必殺! 立ち食いウォーズ!!」で、ケツネコロッケのお銀（CV.榊原良子）、ケツネタヌキの竜（CV.筈見純）、ハンバーガーの哲、中辛のサブ、牛丼の牛五郎、回転焼の甘太郎、クレープのマミ、ホットドッグジョー、たこ焼きのめぐみ（お銀のセリフのみ）、ダース・ベイダーによく似た姿の帝国派ら10人の立喰師が登場する。映画版『立喰師列伝』の公開初日の舞台挨拶によると、第122話でのメガネに相当するのが『立喰師列伝』の店長神山とのことである。
1984年2月11日公開の劇場版アニメ『うる星やつら2 ビューティフル・ドリーマー』で、立喰い蕎麦屋「マッハ軒」（実態は「面堂家友引地区パニックセンター」で、地下に緊急脱出用のシーハリアーを隠し持つ）が登場するが、この店名は立喰師列伝の小説や劇場版をはじめ他の押井作品にも登場し、マッハ軒の店名入りの暖簾も販売された。
女立喰師列伝 ケツネコロッケのお銀 -パレスチナ死闘編-
2006年9月19日発売の月刊COMICリュウ創刊号付録のDVDで、伝説の女立喰師 ケツネコロッケのお銀（兵頭まこ）が紅い眼鏡の紅い少女さながらの衣装で登場する。本作は紅い眼鏡やStrayDogケルベロス地獄の番犬などのケルベロス・サーガ実写作品と同様にガンエフェクト・スーパーバイザーは納富貴久男、音楽は川井憲次などの豪華なスタッフで製作され、後にDVDとして一般販売もされている。
機動警察パトレイバー
1. 1989年1月25日発売の初期OVA第5巻「二課の一番長い日（前編）」と1989年6月25日発売の第6巻「二課の一番長い日（後編）」で立喰いシーンがある。第5巻では、篠原遊馬が苫小牧駅構内の立喰い蕎麦屋の店主に代金はいらないと言われ、結果的にではあるが追加注文したコロッケ、生卵、おいなりさんの分の無銭飲食を果たした。また第6巻では、遊馬が立喰い蕎麦屋にやって来た甲斐冽輝の様子を「ネギ抜きで唐辛子をガンガンかけて、『立喰いのプロ』のような凄ぇ食い方で」と後藤に報告する。
2. 1991年9月26日発売のNew Original Video Animation Series第10巻収録の第10話「その名はアムネジア」で、元立喰師「冷やしタヌキの政」が大田の説教によって更生したという思い出を語る。
3. 1994年5月1日発売の劇場版アニメ第2作の小説版「TOKYO WAR - 機動警察パトレイバー（後編）」で、荒川と後藤が立喰い蕎麦屋でカケを手繰るという、アニメにはないシーンがある。他作品の立喰いと同様、このときの飲食代金は支払われていない。店主の弱みを荒川が握っているのではと後藤は勘ぐっているものの、理由は明らかにされていない。
4. 2014年4月5日の第一章から2015年10月10日のディレクターズカット公開に至る『THE NEXT GENERATION』で、しばしば特車二課格納庫内での食事シーンが登場する。他の作品と違い無銭飲食ではないが、そのシーンで使われているBGMのタイトルが『立喰の朝』である。

逆転イッパツマン
1982年5月15日放送の第14話「太平洋無着陸気球横断」で、立喰いのプロとして「ケツネコロッケのお銀」を名乗る人物が登場するが、その正体はバイト中だったコスイネンとキョカンチンを連れ戻しにきたムンムン（CV.小原乃梨子）。また立喰い蕎麦屋の店員として登場するコスイネン（CV.八奈見 乗児）も「月見のコスイネン」の二つ名を持つことが14話で明かされた。
ちなみに後に製作されたOVA「タイムボカン王道復古」ではボヤッキーに蕎麦作りを教えたという設定になっている。
ケータイ捜査官7
2008年8月27日放送の第19話「圏外の女（前編）」と2008年9月3日放送の第20話「圏外の女（後編）」で、お七（安藤麻吹）が主人公・網島ケイタ（窪田正孝）のスクーターに細工をし、熱海に足止めして、食事・宿泊代をおごらせるシーンが登場する。話の中において立喰師である事を明示してはいないが、話術・奇行などを用いておごらせている事や、1回の食事で大量に食べている事から、立喰師を彷彿とさせる。
なお、店に対する無銭飲食ではなく、誰かにおごらせるタイプの立喰師として本作の前年に劇場公開された真・女立喰師列伝「Dandelion　学食のマブ」より学食のマブ（お七と同じく安藤麻吹が演じている）がいる。
ケルベロス×立喰師 腹腹時計の少女
2007年10月20日発売の原作が押井守、作画が杉浦守によるケルベロス・サーガのコミカライズ作品。ケツネコロッケのお銀を主人公にした物語となっている。ISBN 9784199500596
犬狼伝説 Kerberos Panzer Cop 完結編
2000年2月1日発売の藤原カムイによるケルベロス・サーガのコミカライズ作品で、冷やしタヌキの賢が、立喰い蕎麦屋「マッハ軒」で首都警特機隊員に丼で撲殺される事件がドキュメンタリー風に描かれる。なおマッハは音速の意味ではなく、エルンスト・マッハの名前より採られている。
御先祖様万々歳!
1990年1月25日発売の押井守監督のOVA 第6巻で、犬丸（CV.古川登志夫）は放浪の旅の経緯を立喰い蕎麦屋の店主（CV.永井一郎）に話し終え、ゴトを成し遂げたかというところで立喰いのプロである事を見破られるが、演技派の立喰いのプロがどのように店主の情に訴えるかがわかるシーンとなっている。なお古川と永井はうる星やつらや紅い眼鏡でも共演している。
サンサーラ・ナーガ
1990年3月23日発売のファミコンソフト（ディレクターが押井守、シナリオが伊藤和典）で、立喰いチェーン店「はらたま」に常駐している客として、「たちぐいのプロ」（原文ママ）というキャラクターが登場し、主人公に助言を与える。なお「はらたま」は劇場版アニメ『うる星やつら2 ビューティフル・ドリーマー』で、サクラが廃墟となった友引町で開業した牛丼屋「はらたま」と同名である。
立喰師列伝
2004年2月12日発売の立喰師自体を主題とした研究論文を模した形式の小説。2006年4月8日公開のアニメーションと実写の新たな融合作品となる「スーパーライヴメーション」と命名された手法で製作された劇場版で、月見の銀二（吉祥寺怪人）、ケツネコロッケのお銀（兵藤まこ）、哭きの犬丸（石川光久）、冷やしタヌキの政（鈴木敏夫）、牛丼の牛五郎（演.樋口真嗣 CV.立木文彦)、ハンバーガーの哲（演.川井憲次 CV.立木文彦）、フランクフルトの辰（寺田克也）、中辛のサブ（河森正治）ら押井守ゆかりの面々が8人の立喰師として登場するほか、フランクフルトの辰の母（CV.榊原良子）や、ケルベロス・サーガからは冷やしタヌキの政を丼で撲殺する首都警特機隊の突入隊員 小白丸忠一（藤木義勝）も登場する。
真・女立喰師列伝
2007年11月10日公開の劇場用オムニバス映画で、鼈甲飴の有理（ひし美ゆり子）、バーボンのミキ（水野美紀）、学食のマブ（安藤麻吹）、氷苺の玖実（藤田陽子）、クレープのマミ（小倉優子）、ケンタッキーの日菜子（佐伯日菜子）ら、6人の女立喰師が登場する。
舞台『鉄人28号』
2009年1月10日から公演された押井守が脚本と演出を担当する舞台演劇で、主演の南果歩が金田正太郎とケツネコロッケのお銀の2役を演じた。
ヤットデタマン
1981年4月25日放送の第12話「危うしジュジャクの曲芸」で、悪玉四人組が立喰師行為で近隣の立喰い蕎麦屋や牛丼屋を荒らしまわる。ちなみにこのときの立喰い蕎麦屋の店主“立喰いの竜”の声優は千葉繁。そばを茹でるシーンの「だるまさんがころんだ～」など同様のセリフ回しは、のちに放送されたうる星やつら第122話「必殺! 立ち食いウォーズ!!」でも千葉繁が声優の”メガネ”がそばを茹でるシーンで若干のアレンジを加え再現されている。また、終盤の大巨神に対するお約束の猿芝居にも、ジュリー・コケマツが立喰師のテクニックを流用している。

## オマージュ作品
五十音順に
シティーハンター (アニメ)
シティーハンター2、第14話「第14話 愛はお金を越えるか？　モッコリ対貯金娘」において、立喰師ならぬ架空の職業「スケコマ師」。早乙女組スケコマ師四人がゲストヒロインの宝田翔子を落とす為に競う。翔子はモデルをしつつ「ラーメン屋台」で働いていて、このシーンは『うる星やつら』の「必殺! 立ち食いウォーズ!!」のメガネがそばを茹でるのとほぼ同じ。お金持ちがレオパルドらしき戦車に乗って出て来たり、『うる星やつら』のオマージュとなっている。ラストはリョウがパイソンで戦車の砲塔にピンホールショットで撃破し、早乙女組組長がスケコマ師の冴羽リョウに跡目を継いでくれと迫る。早乙女はゲッターロボ・らんま1/2、組長を頼まれるのはジェッターマルスの20話「マルス若親分になる」、冴羽リョウ(声・神谷明)とトム(声・塩沢兼人)の対決は北斗の拳などのオマージュ。
シティーハンター ベイシティウォーズ(1990)にて類型が認められる。冴羽リョウがホテルの警備員からサンドイッチをくすねる。招待客である槇村香が食べ放題のホテルにて、テーブルの下に食べ物を隠す。それを後で冴羽リョウが食べる。スケコマ師か?
タイムボカン王道復古
第2話「タツノッコン王国で同窓会だコロン」にて、ボヤッキーが国分寺で経営する蕎麦屋に「タツノオトシゴコのマークと言えば」と言いながら回想に入り、科学忍者隊ガッチャマンの大鷲の健、コンドルのジョー、白鳥のジュン、燕の甚平、みみずくの竜、南部考三郎博士が食い逃げをした話をするシーンがある。